# Unserfrau-Altweitra
Unserfrau-Altweitra ist eine Gemeinde mit 977 Einwohnern (Stand 1. Jänner 2024) im Bezirk Gmünd in Niederösterreich.

## Geografie
Unserfrau-Altweitra liegt im Waldviertel in Niederösterreich. Die Fläche der Gemeinde umfasst 40,19 km². 45,17 Prozent der Fläche sind bewaldet.
Die Gemeinde liegt südlich von Gmünd an der Lainsitz.
Über die Straße, welche Pyhrabruck in nordwestlicher Richtung verlässt, erreicht man die tschechische Nachbarstadt Nové Hrady (Gratzen).
Im Westen der Gemeinde fließt im Luigraben südlich von Pyhrabruck der Gratzenbach, der bei Nové Hrady in die Strobnitz mündet.

### Gemeindegliederung
Das Gemeindegebiet umfasst sieben Ortschaften (in Klammern Einwohnerzahl Stand 1. Jänner 2024):
- Altweitra (257) mit der Siedlung Am Waller
- Heinrichs bei Weitra (187) mit Edenhof, Göllitzhof und Würgelhäusl
- Ober-Lembach (82)
- Pyhrabruck (50)
- Schagges (90)
- Ulrichs (86) mit Friedrichshof
- Unserfrau (225)

Die Gemeinde besteht aus den Katastralgemeinden Altweitra, Heinreichs bei Weitra, Oberlembach, Pyhrabruck, Schagges, Ulrichs und Unserfrau.
Bei Heinrichs liegt eine Differenz zwischen dem Namen der Katastralgemeinde und jenem der Siedlung vor. Die Katastralgemeinde selbst führt den Namen Heinreichs bei Weitra, während der Ort Heinrichs bei Weitra heißt.

### Nachbargemeinden
|                 | Nové Hrady (CZ)                             |               |
|                 | Kompassrose, die auf Nachbargemeinden zeigt | Großdietmanns |
| Moorbad Harbach | Weitra                                      |               |

## Geschichte
Die erste urkundliche Erwähnung von Altweitra stammt aus der Zeit 1182 bis 1190 als Zollplatz der Kuenringer. Der Ort verliert durch die Gründung der nahen Stadt Weitra an Bedeutung, 1208 scheint bereits der Name Witra priori (Altort) auf.
Die den Heiligen Peter und Paul geweihte Kirche wird erstmals 1197 genannt und war damals bereits Pfarrkirche. Sie wurde aber später Filialkirche von Weitra.
Laut der Legende wurde bei einem Hochwasser eine Marienstatue angeschwemmt, woraus sich der Name Unserfrau am Sande ableitete und die Anregung zu Wallfahrten gegeben war. Ende des 12. Jahrhunderts entstand die Ursprungskapelle. Neben dieser wurde ab 1250 die Pfarrkirche Mariä Geburt errichtet.
Deren erste schriftliche Bezeugung ist die Pfarrerhebung im Jahr 1340.
Die Blütezeit der Wallfahrt bildete das 17. Jahrhundert, zu dieser Zeit bestand im Ort ein Heilbad, von dem noch die Zisterne am Kirchenvorplatz besichtigt werden kann. Unter Josef II. verebbte die Wallfahrt schließlich.
Unter Maria Theresia wurde hier der erste staatliche Kartoffelanbau angeordnet. Darauf weist auch das Wappen hin.
Die Gemeinde Unserfrau-Altweitra wurde im Zuge der NÖ. Kommunalstrukturverbesserung zum Jahresbeginn 1971 durch Fusion der Gemeinden Altweitra, Heinrichs bei Weitra, Oberlembach, Pyhrabruck, Schagges, Ulrichs und Unserfrau gebildet.

## Kultur und Sehenswürdigkeiten

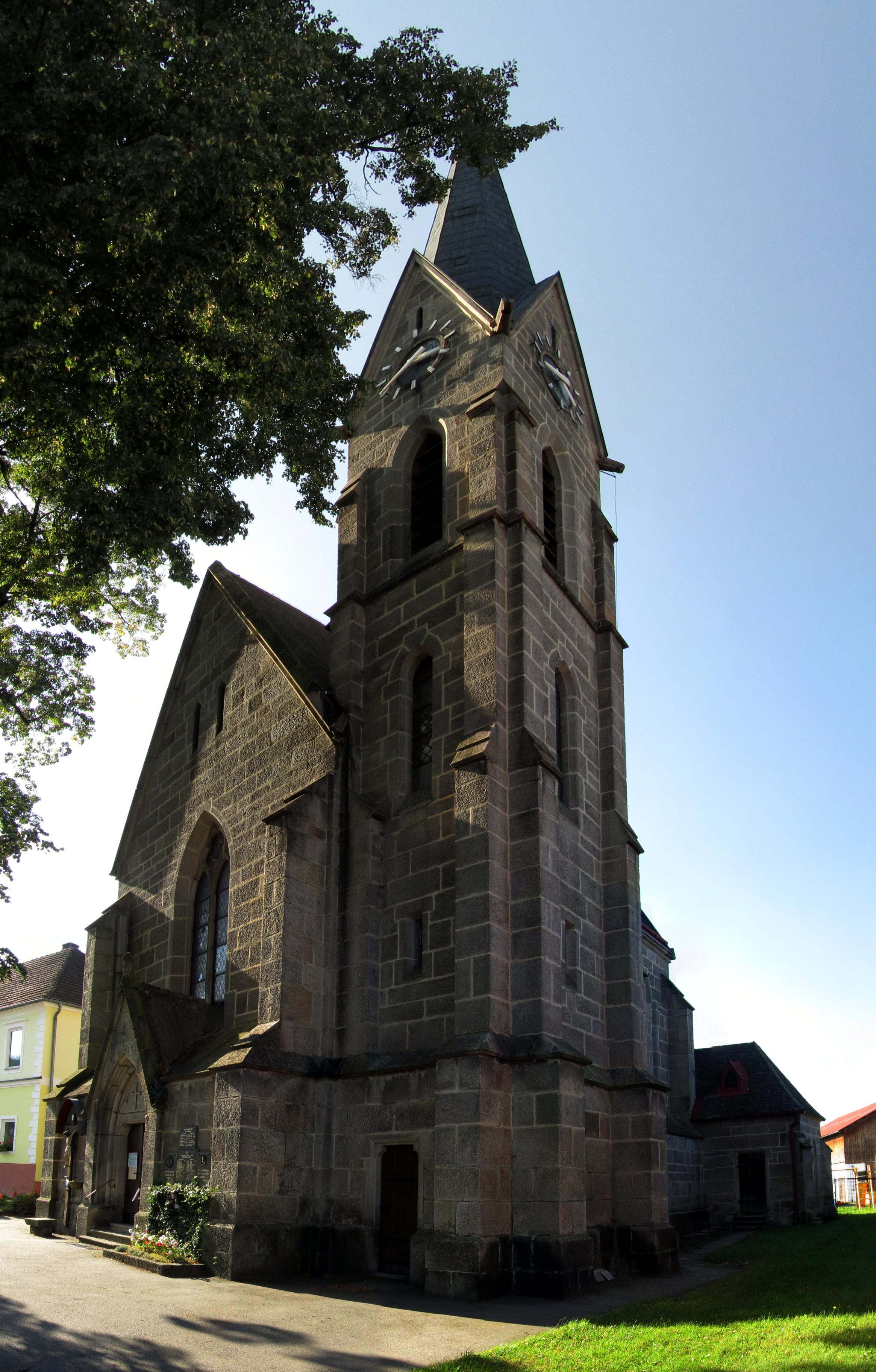
Pfarrkirche Heinrichs bei Weitra

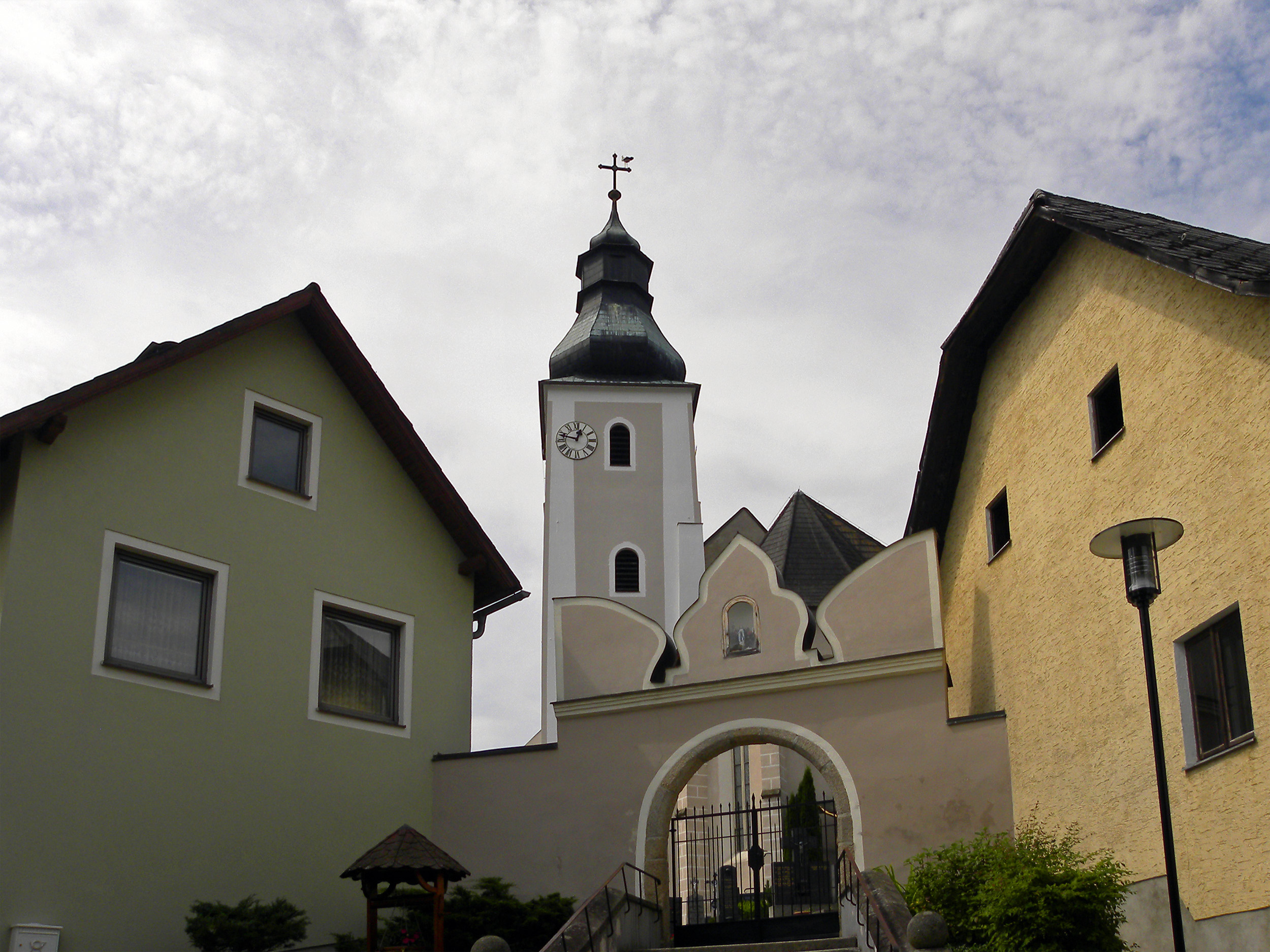
Pfarrkirche Unserfrau

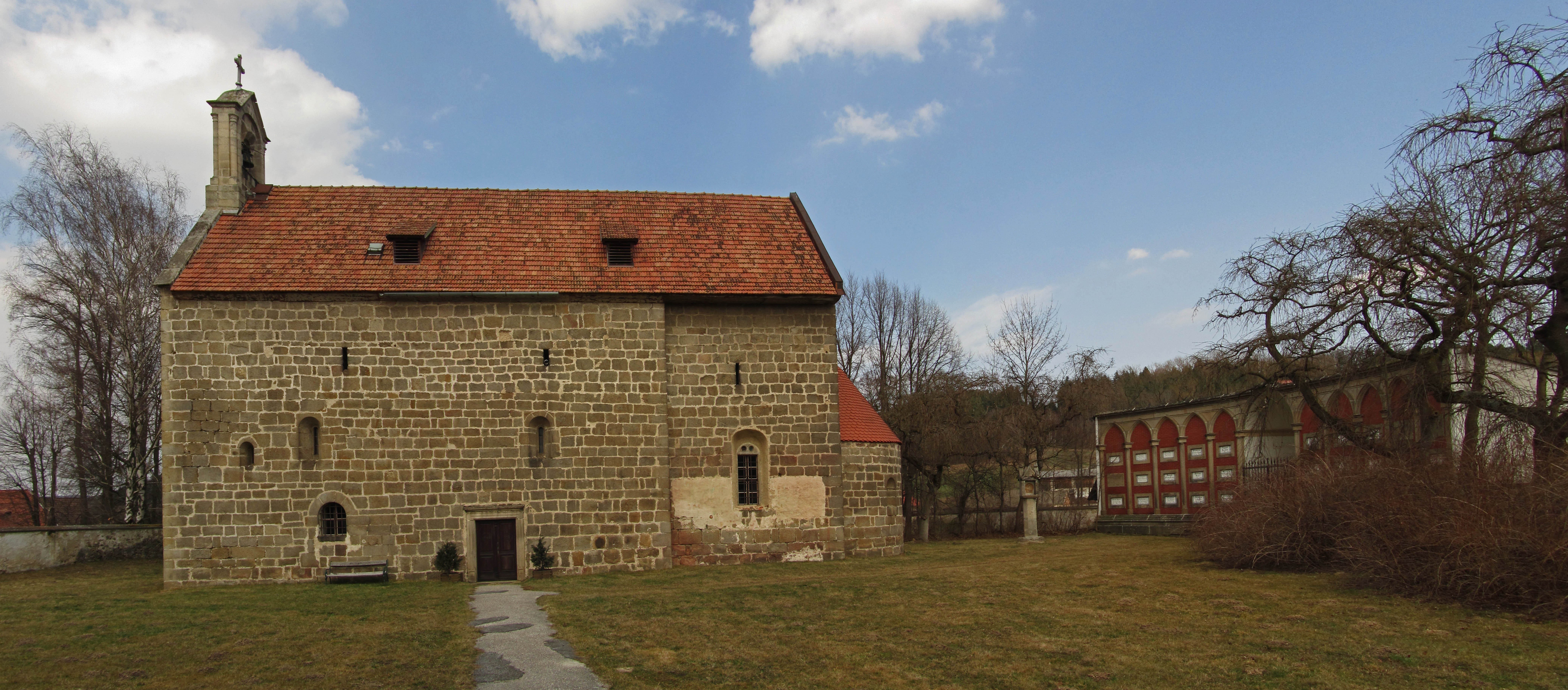
Filialkirche Altweitra

- Katholische Pfarrkirche Heinrichs bei Weitra Mariä Himmelfahrt
- Katholische Pfarrkirche Unserfrau Mariä Geburt: Die Mariä Geburt geweihte Pfarrkirche in Unserfrau ist eine ehemalige Wehranlage mit Ostturm. Sie beinhaltet unter anderem eine qualitätvolle Marienstatue von 1440, ein Sakramentshäuschen am Übergang von der Gotik zur Frührenaissance von 1525 und einen Christus an der Geißelsäule aus dem 18. Jahrhundert. Die später als Karner benützte Ursprungskapelle enthält qualitätvolle Fresken von 1520.
- Katholische Filialkirche Altweitra Hll. Peter und Paul
- Ortskapelle Oberlembach
- Ortskapelle Schagges

## Wirtschaft und Infrastruktur
Nichtlandwirtschaftliche Arbeitsstätten gab es im Jahr 2001 23, land- und forstwirtschaftliche Betriebe nach der Erhebung 1999 136. Die Zahl der Erwerbstätigen am Wohnort betrug nach der Volkszählung 2001 453. Die Erwerbsquote lag 2001 bei 46,85 Prozent.

### Verkehr
Durch das Ortsgebiet von Altweitra führt die Gmünder Straße (B 41), an die über eine kleinere Landstraße auch die Ortschaft Unserfrau angebunden ist.
Zwischen Unserfrau und Altweitra betreiben die Waldviertler Schmalspurbahnen die Halte- und Ladestelle Alt Weitra.

## Politik

### Gemeinderat
Der Gemeinderat hat 19 Mitglieder.
- Nach den Gemeinderatswahlen in Niederösterreich 1990 hatte der Gemeinderat folgende Verteilung: 12 ÖVP und 3 SPÖ.
- Nach den Gemeinderatswahlen in Niederösterreich 1995 hatte der Gemeinderat folgende Verteilung: 12 ÖVP und 3 SPÖ.[4]
- Nach den Gemeinderatswahlen in Niederösterreich 2000 hatte der Gemeinderat folgende Verteilung: 12 ÖVP, 2 SPÖ und 1 FPÖ.[5] (15 Mitglieder)
- Nach den Gemeinderatswahlen in Niederösterreich 2005 hatte der Gemeinderat folgende Verteilung: 15 ÖVP, 2 SPÖ und 2 Liste Pesendorfer.[6]
- Nach den Gemeinderatswahlen in Niederösterreich 2010 hatte der Gemeinderat folgende Verteilung: 15 ÖVP, 2 SPÖ und 2 Unabhängige Bürgerliste.[7]
- Nach den Gemeinderatswahlen in Niederösterreich 2015 hatte der Gemeinderat folgende Verteilung: 15 ÖVP, 2 SPÖ und 2 Unabhängige Bürgerliste.[8]
- Nach den Gemeinderatswahlen in Niederösterreich 2020 hat der Gemeinderat folgende Verteilung: 16 ÖVP, 2 SPÖ und 1 Unabhängige Bürgerliste.[9]
- Nach den Gemeinderatswahlen in Niederösterreich 2025 hat der Gemeinderat folgende Verteilung: 15 ÖVP, 3 FPÖ und 1 SPÖ.[10]

### Bürgermeister
- bis 2010 Rudolf Müllner (ÖVP)
- seit 2010 Otmar Kowar (ÖVP)[11]

### Wappen
Das Wappen wurde 2004 verliehen. Blasonierung: „Geteilt von Gold und Grün, oben balkenweise zwei goldbebutzte, silberbespitzte rote Rosen, unten eine silberne Kartoffelblüte, erhöht um einen silbernen Wellenbalken.“
Wappenerklärung: Die beiden roten Rosen in der oberen Hälfte des Wappens stehen für die beiden Pfarrkirchen Mariä Geburt in Unserfrau und Mariä Himmelfahrt in Heinreichs, während die weiße Blüte in der unteren Hälfte an den von Maria Theresia angeordneten Anbau der Erdäpfel in Pyhrabruck, dem ersten im Kaisertum Österreich, erinnert. Die silberne Welle steht für die Lainsitz, die goldene Tingierung im Wappen symbolisiert den Getreideanbau, die grüne den Waldreichtum.

## Persönlichkeiten

### Ehrenbürger
- 2016: Ernst Skrička (1946–2020), Grafiker und Maler[12]

### Söhne und Töchter der Gemeinde
- Ambros Ebhart (* 1952), Abt des Stiftes Kremsmünster seit 2007